# Інамбу андійський
Інамбу андійський (Nothoprocta pentlandii) — вид птахів родини тинамових (Tinamidae).

## Поширення
Птах розповсюджений в Андах, північній і центральній Аргентині, північній частині Чилі, південно-західному Еквадорі, південно-східній Болівії і західному Перу.

## Опис
Птах сягає 27 см завдовжки. Тіло зверху від сірого до оливково-коричневого забарвлення з чорними та білими плямами. Верх голови чорний, боки голови і горло сірі з цяточками, груди сірі з білими плямами, черево білувате. Ноги жовті.

## Спосіб життя
Вид зустрічається у високогірних луках на висоті 800-4100 м.

## Підвиди
- Nothoprocta pentlandii pentlandii розповсюджений в західній частині Болівії, північно-західній Аргентини і північної частини Чилі.
- Nothoprocta pentlandii ambigua розповсюджений в південній частині Еквадору і північно-західного Перу.
- Nothoprocta pentlandii oustaleti розповсюджений в центральній і південній частині Перу.
- Nothoprocta pentlandii niethammeri розповсюджений в центральній частині Перу.
- Nothoprocta pentlandii fulvescens розповсюджений на південному сході Перу.
- Nothoprocta pentlandii doeringi розповсюджений в центральній частині Аргентини.
- Nothoprocta pentlandii mendozae розповсюджений в центрально-західній частині Аргентини.